# Celastrina levettii
Celastrina levettii är en fjärilsart som beskrevs av Butler 1883. Celastrina levettii ingår i släktet Celastrina och familjen juvelvingar. Inga underarter finns listade i Catalogue of Life.